# Терор (Лас-Пальмас)
Терор (ісп. Teror) — муніципалітет в Іспанії, у складі автономної спільноти Канарські острови, у провінції Лас-Пальмас, на острові Гран-Канарія. Населення — 12 944 особи (2010).
Муніципалітет розташований на відстані близько 1750 км на південний захід від Мадрида, 12 км на південний захід від міста Лас-Пальмас-де-Гран-Канарія.
На території муніципалітету розташовані такі населені пункти: (дані про населення за 2010 рік)
- Ель-Аламо: 828 осіб
- Арбехалес: 1044 особи
- Еспартеро: 374 особи
- Ель-Пальмар: 1462 особи
- Мірафлор: 691 особа
- Терор: 6796 осіб
- Лас-Росадас: 104 особи
- Сан-Хосе-дель-Аламо: 578 осіб
- Ло-Бланко: 587 осіб
- Ель-Орнільйо: 339 осіб
- Сан-Ісідро: 141 особа

## Демографія
Динаміка населення (INE ):

## Галерея зображень

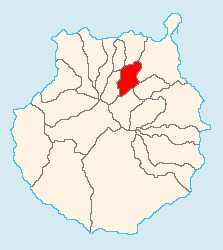
Розташування муніципалітету на острові Гран-Канарія
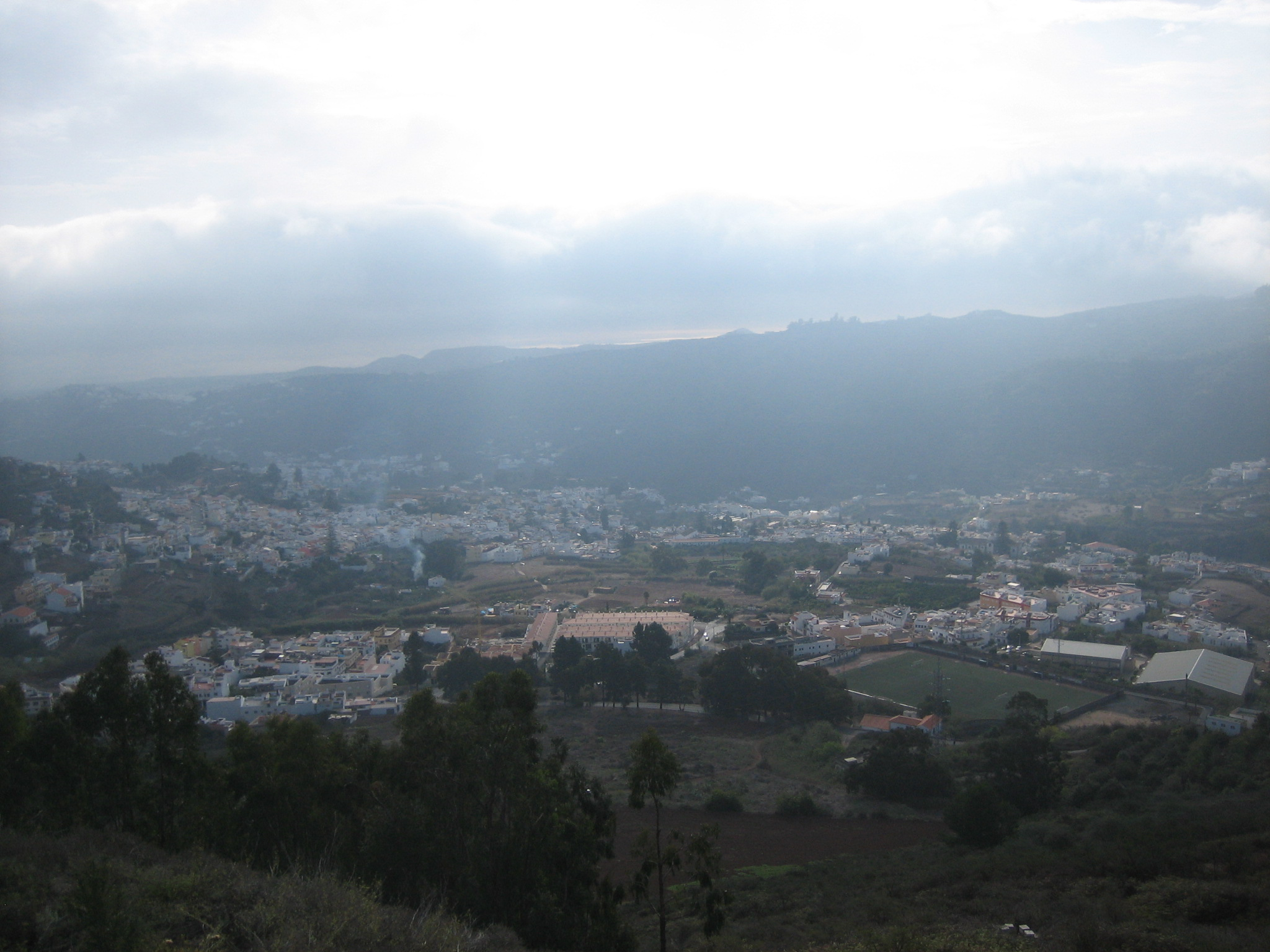
Терор
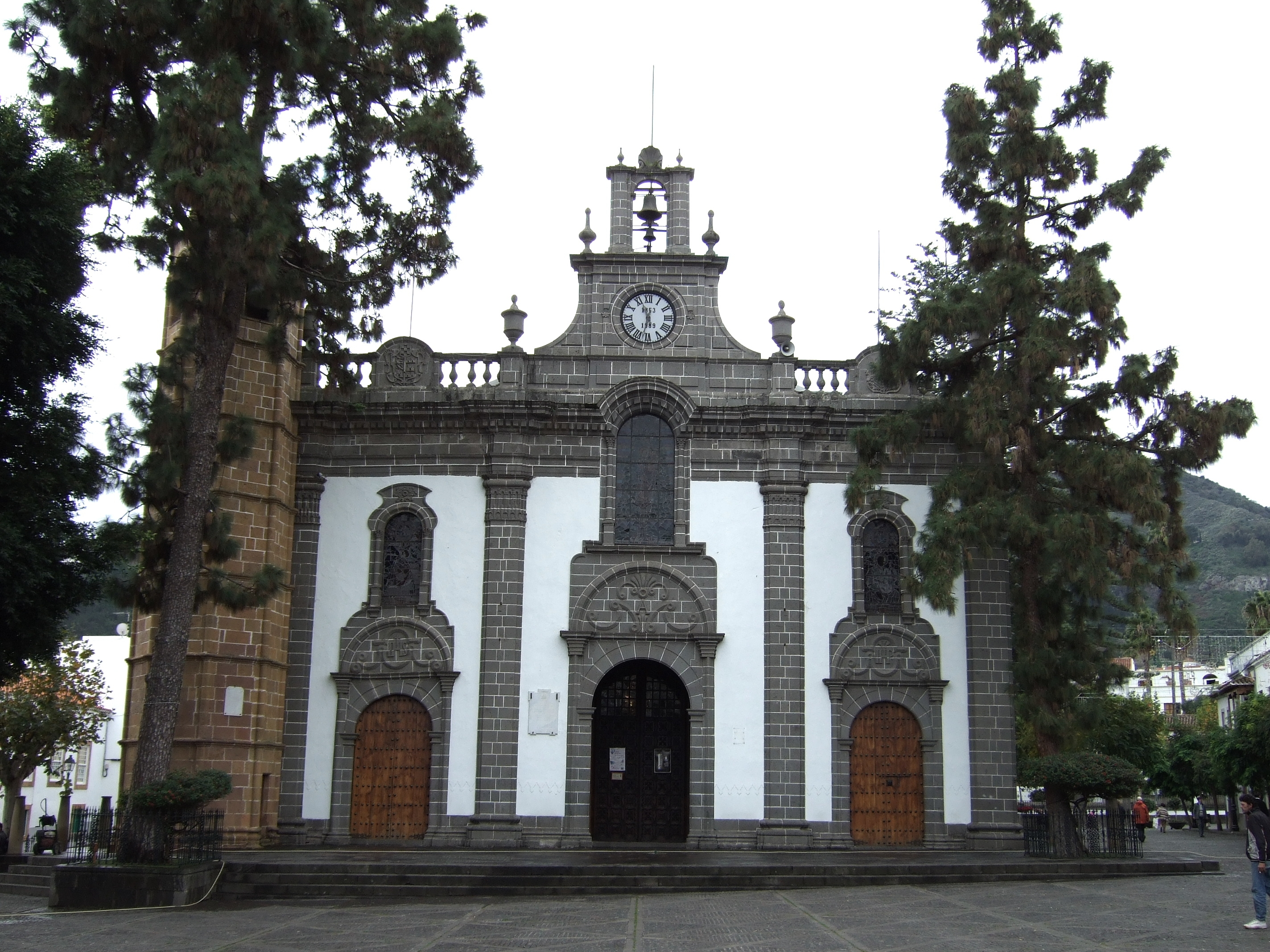
Базиліка Нуестра-Сеньйора-дель-Піно, Терор